# Ishkashim (district)
Pour les articles homonymes, voir Ishkashim.
Ishkashim est un district de la province de Badakhshan en Afghanistan. Sa population est estimée à 11 000 habitants.